# Bolborhachium pastinum
Bolborhachium pastinum es una especie de coleóptero de la familia Geotrupidae.

## Distribución geográfica
Habita en Nueva Gales del Sur (Australia).